# Ura Vajgurore
Ura Vajgurore es un municipio y villa en el condado de Berat, en el centro de Albania. El municipio se creó en la reforma local de 2015 mediante la fusión de los antiguos municipios de Cukalat, Kutalli, Poshnjë y Ura Vajgurore, que pasaron a ser las unidades administrativas del actual municipio. El ayuntamiento tiene su casa consistorial en la villa de Ura Vajgurore. La población total del municipio es de 27 295 habitantes (censo de 2011), en un área total de 156.56 km². La población en sus límites de 2011 era de 7232 habitantes.
Se sitúa junto al río Osum.